# Tercer sexo

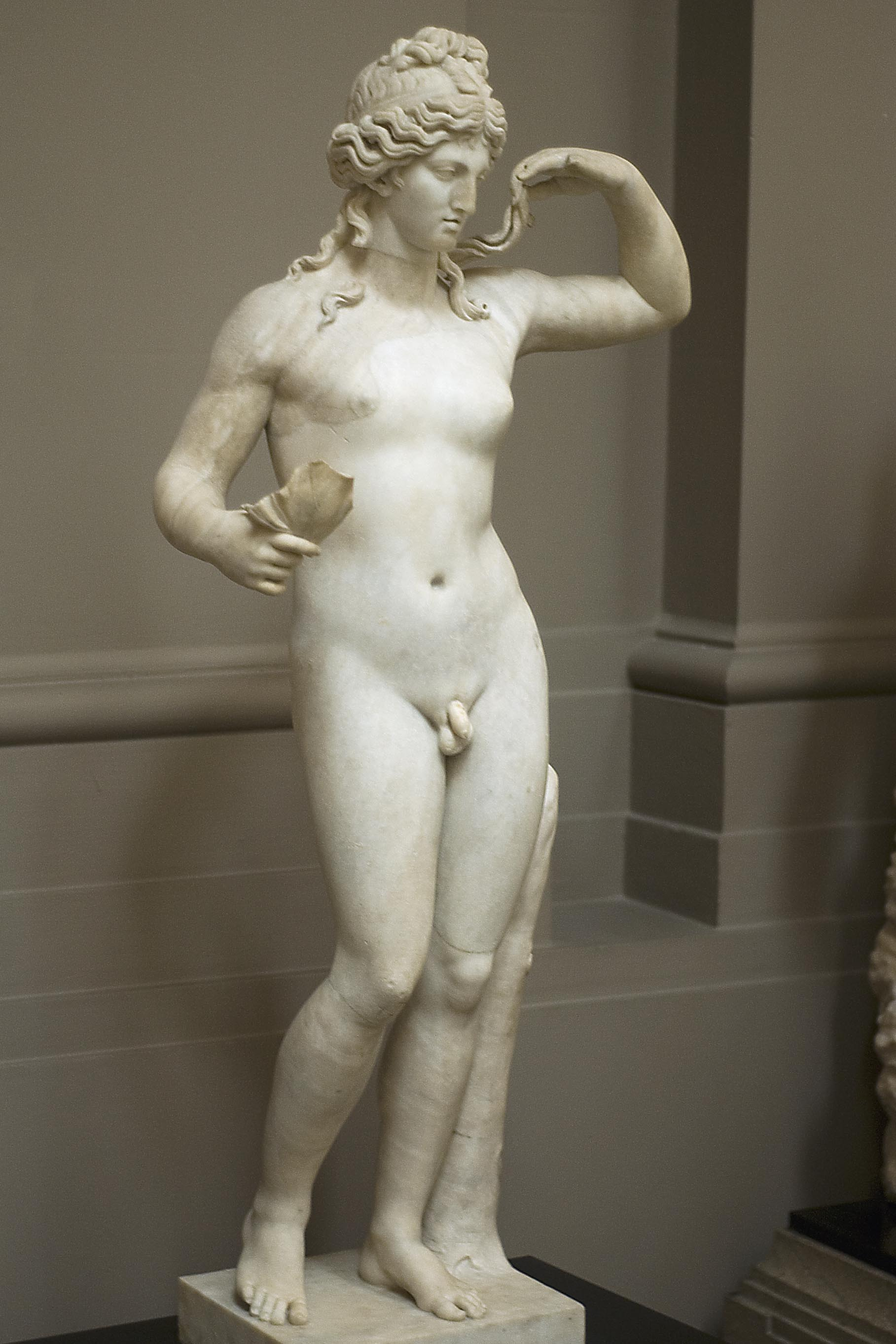
Escultura de Hermafrodito, del que deriva la palabra hermafrodita.

Los términos tercer sexo y tercer género se utilizan para describir individuos que no encajan en las definiciones de género binario.
Este término se ha empleado para describir a numerosos casos como las vírgenes juramentadas en los Balcanes,berdache y winkte en América del Norte, muxe en México, hijra (/jishra/) en India y Pakistán,kathoey en Tailandia, apwint en Birmania, akava'ine en Islas Cook, fa'afafine en Samoa, mahu en Hawái o khanith en la cultura árabe. En diferentes culturas un tercer género puede representar un estado indefinido entre hombre y mujer, un estado en el que se es ambos, o una categoría del todo independiente de lo masculino y lo femenino. Esta última definición es la preferida por quienes interpretan de forma estricta del concepto de «tercer género». Algunos antropólogos han descrito un cuarto, y un quinto género.
En la cultura occidental, las personas lesbianas, gais, transgénero o intersexuales han sido descritos como pertenecientes a un tercer género, aunque algunos[¿quién?] ponen objeciones a esta caracterización. El término también es utilizado por muchos grupos e individuos para describirse a sí mismos. El estado de no ser ni masculino ni femenino puede entenderse en relación con el sexo, a la orientación sexual o la identidad de género del individuo.

## Polimorfismos sexuales

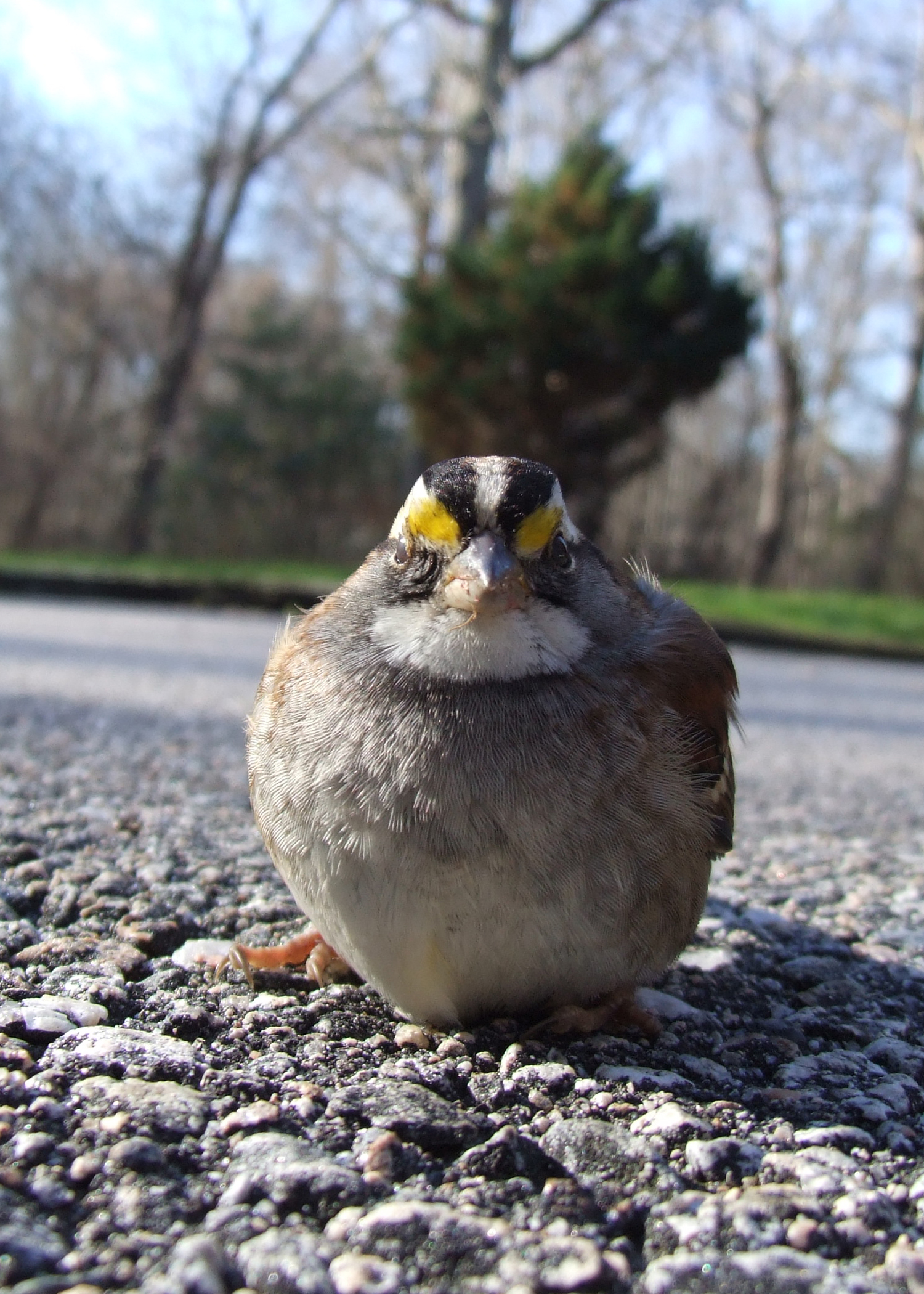
Forma con barra blanca del gorrión de cuello blanco, que posee dos formas masculinas y dos femeninas distintas.

La bióloga y teórica del género Anne Fausto-Sterling propuso en un artículo de 1993 que para describir los cuerpos humanos sería más adecuado hablar de cinco sexos en lugar de dos. La bióloga Joan Roughgarden argumenta que en algunas especies animales puede haber más de dos sexos. Sugiere que con un sexo biológico determinado, pueden existir múltiples posibilidades de conducta al alcance de los organismos individuales.
Entre los animales que presentan sexos separados, algunos individuos sufren anomalías en su diferenciación sexual que resultan en grados diversos de intersexualidad. la intersexualidad generalmente entorpece sus capacidades reproductivas, y algunas anomalías pueden interferir con otros aspectos del desarrollo. Algunas especies presentan polimorfismos genéticos que resultan en que se encuentren individuos machos, hembras, o de ambos sexos con aspectos y conductas diferentes respecto a la territorialidad, cortejo o crianza. Dos ejemplos habituales en la literatura son los reptiles americanos del género Uta, que presentan tres formas masculinas y dos femeninas, y el chingolo gorgiblanco (Zonotrichia albicollis), con dos formas masculinas y dos femeninas. Los individuos de rayas blancas son más agresivos y defienden un territorio, mientras que los individuos de rayas marrones proveen más cuidados parentales. Un 90% de las parejas que crían están formadas por individuos de ambas clases.
Los peces del género Porichthys tienen machos de dos formas y tamaños distintos.
Los machos de Lepomis macrochirus, otro pez, tienen tres formas que exhiben comportamientos reproductivos diferentes. Otras especies, generalmente peces marinos, como el tordo de roca Symphodus ocellatus, pueden cambiar su sexo en el transcurso de su desarrollo. En estricta interpretación biológica, ninguno de los ejemplos anteriores sería un tercer sexo, ya que, o bien son anomalías que interfieren con la reproducción y desarrollo, o bien son individuos machos o hembras con libreas o conductas diferenciadas, o bien son hermafroditas, es decir, tienen órganos reproductores de los dos sexos.

## El tercer género en las sociedades contemporáneas
Los estudios de género actuales intentan demostrar que el sistema de dos géneros no es ni innato ni universal. Previamente, en los años sesenta del siglo XX algunos antropólogos descubrieron y describieron que en varias culturas, tanto contemporáneas como antiguas se reconocen, de forma más o menos reglamentada y socialmente aceptada otros géneros que no encajan con un sistema binario de género.

### Culturas indígenas de América del Norte
Algunas culturas indígenas de América del Norte incluyen categorías sociales de género no binario. Se las conoce generalmente como «dos espíritus». Algunos ejemplos son las winkte de la cultura lakota, las ninauposkitzipxpe (‘mujeres con corazón de varón’) de los pies negros y las muxe zapotecas en México.
Varios estudiosos han debatido sobre la naturaleza de estas categorías, además de la definición del término «tercer sexo». Diferentes investigadores pueden caracterizar a los dos espíritus como alguien que cambia de sexo (gender-crosser), de sexo mixto (mixed gender), de sexo intermedio (intermediate gender) o perteneciente a un tercer o cuarto sexo diferenciado que no son dependientes del masculino o femenino como categorías primarias. Aquellos (como Will Roscoe) que han defendido esta última interpretación, también defienden que los roles sociales de los «dos espíritus» no se deben entender como los de un tercer sexo. El antropólogo Jean-Guy Goulet (1996) hace un resumen de la literatura existente:

Para resumir: «berdache» puede referirse a una categoría de seres humanos masculinos que tienen un estatus social determinado distinto de la de hombre o mujer (Blackwood 1984; Williams 1986: 1993); una categoría de seres humanos masculinos y femeninos que se visten y comportan «como miembros del sexo opuesto» (Angelino & Shedd 1955; Jacobs 1968; y Whitehead 1981); o categorías de seres humanos masculinos y femeninos que ocupan un tercer o cuarto sexo claramente establecido (Callender & Kochems 1983a; 1983b; Jacobs 1983; Roscoe 1987; 1994). Sin embargo, Scheffler (1991: 378) ve entre los «berdaches» y «amazonas» de los nativos americanos «situaciones en los que a algunos hombres (más raramente mujeres) se les permite actuar, en cierto grado, como si fuesen mujeres (u hombres) y puede hablárseles como su fuesen mujeres (u hombres) o con un anómalo el-ella o ella-el» Desde el punto de vista de Scheffler (1991: 378), «los datos etnográficos citados por Kessler y McKenna (1978), y más recientemente por Williams (1986), proporcionan la prueba definitiva de que no se consideraba que esas personas habían cambiado de una categoría sexual (o en la terminología de Kessler y McKenna, de género) a otra, sino que solo eran “mujeres” (u “hombres”) de forma metafórica». En otras palabras, no tenemos que imaginar un sistema de sexos múltiples. Individuos que aparecían con la vestimenta o las ocupaciones del sexo opuesto, solo eran miembros del sexo o género opuesto en sentido metafórico.
Jean-Guy Goulet (1996)

El término «berdache» o también «bardaje», es considerado muy ofensivo por muchos dos espíritus e indígenas debido a su peyorativo origen histórico. Fue empleado por primera vez por los colonos europeos de manera despectiva, con el significado de ‘hombre sumiso y afeminado’.
El término «dos espíritus» es un calco del inglés two-spirit creado en 1990 para expresar una identidad reconocida por muchos pueblos indígenas y es preferido habitualmente como la forma más respetuosa.

### El subcontinente indio
Las hijras (/jishras/) de la India, Pakistán y Bangladés son probablemente la población del tipo «tercer sexo» más conocida y numerosa en el mundo actual ―la organización de salud The Humsafar Trust, con sede en Bombay, estima que hay entre 5 y 6 millones de jisras en la India.
También tienen el nombre de aravani/aruvani o jogappa. A menudo, aunque de forma equivocada, llamados en inglés «eunucos», a veces nacen como individuos intersexuados o aparentemente masculinos, pero visten ropas femeninas y en general no se consideran ni hombres ni mujeres. Solo un 8% de las hijra que visitan clínicas Humsafar son nirwaan (castrados). 
Movimientos sociales de hijras han realizado campañas para ser reconocidas como un tercer sexo. En 2005, los pasaportes de la India fueron modificados para tres sexos: M, F y E (masculino, femenino y eunuco, respectivamente).
Además del papel femenino de las hijra (/jishra/), en la India moderna existen también formas institucionalizadas de «masculinización femenina». Entre los gaddhi, en la falda del Himalaya, algunas chicas adoptan el papel de sadhin, renunciando al matrimonio y vistiendo y trabajando como hombres, pero manteniendo nombres y pronombres femeninos.
A finales del siglo XIX, antropólogos anotaron la existencia de un rol social similar en Madrás, el de los basivi.
Sin embargo, el historiador Walter Penrose concluye que ambos casos «su estatus es más de transgénero que de tercer género».

### Tailandia

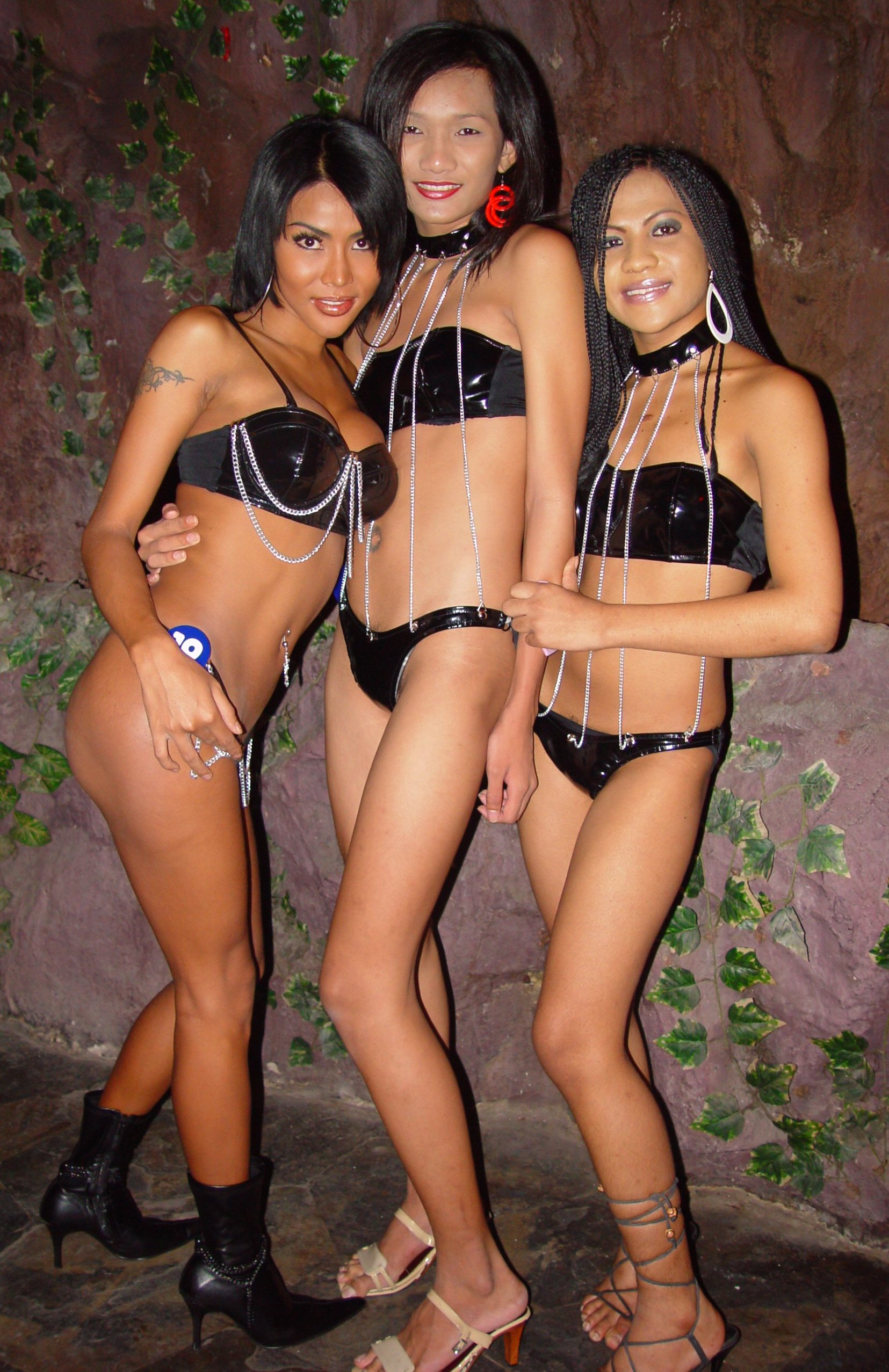
Tres kathoey trabajando como bailarinas gogó en Nana Plaza (de Bangkok).

En Tailandia, las kathoey (en inglés a veces llamadas ladyboys, ‘chicos-dama’) son habitualmente consideradas como un tercer género.
Sin embargo, a pesar de que un número significativo de tailandeses ven a las kathoey como un tercer género, otros las ven ya sea como un tipo de hombre o como un tipo de mujer.

Preguntamos a nuestras 190 [kathoeys] si se consideraban hombres, mujeres, un segundo tipo de mujer (sao praphet song) o no hombre (kathoey). Ninguna se consideraba hombre y solo un 11% se consideraba kathoey (es decir, ‘no hombre’). En cambio un 45% se consideraban mujeres, y un 36% se consideraban sao praphet song [...] Desgraciadamente no se incluyó la categoría phet tee sam (‘tercer género’). Si lo hubiésemos hecho, posiblemente muchas hubiesen elegido ese término. [...] Alrededor del 50% [de los tailandeses no transgénero] las ve como varones con la mente equivocada, pero la otra mitad las ve, ya sea como mujeres nacidas en el cuerpo equivocado (alrededor de un 15%), o como un tercer género (alrededor de un 35%).
Sam Winter

En 2004, la Escuela de Tecnología de Chiang Mai destinó un baño para las kathoeys, con un símbolo masculino y femenino entrelazado en la puerta. A las 15 estudiantes kathoey se les pidió que llevaran ropa masculina, pero se les permitió llevar peinados femeninos.

### Sociedad occidental
Algunos escritores han sugerido que el tercer sexo surgió hacia el 1700 en Inglaterra: el sodomita masculino.
De acuerdo con estos escritores, el hecho estuvo marcado por la aparición de una subcultura de varones afeminados y sus lugares de encuentro (molly house), así como un marcado incremento de la hostilidad hacia los varones afeminados u homosexuales. Existen personas que se describen como «pertenecientes al tercer sexo» desde por lo menos la década de 1860, coincidiendo con la aparición de los escritos de Karl Heinrich Ulrichs, continuando hasta finales del siglo XIX con Magnus Hirschfeld,
John Addington Symonds,
Edward Carpenter,
Aimée Duc
y otros.
Estos escritores se describieron a sí mismos y a aquellos como ellos como «invertidos» o de género «intermedio», que tienen deseos homosexuales, y sus escritos abogaban por la aceptación de tales sexualidades intermedias.
Muchos de los precedentes que citan estos escritores pertenecen a la literatura de la Grecia clásica y sánscrita.
En la Alemania del II Imperio, el término drittes geschlecht (‘tercer género’) y mannweib (‘mujer hombre’) también fueron empleados para describir a feministas ―tanto por sus oponentes
como por las feministas mismas―.
En la novela Das dritte geschlecht (‘el tercer sexo’, 1899), de Ernst Ludwig von Wolzogen, las feministas fueron retratadas como «neutras», con características físicas externas femeninas, acompañadas por una psique lisiada masculina.
A lo largo de gran parte del siglo XX, el término «tercer sexo» fue una descripción popular de los homosexuales y de las sexualidades no conformistas, pero tras el movimiento de liberación gay de los años setenta y una creciente separación de los conceptos, el término cayó en desuso entre la comunidad LGBT (lesbianas, gais, bisexuales y transexuales) y el público en general. Con la renovada exploración de la sexualidad que promovieron la teoría queer y los movimientos feminista y transgénero, algunas personas en Occidente han comenzado a describirse de nuevo como un tercer género.
Un movimiento social bien conocido de personas que no se identifican como varones ni como mujeres es el de Radical Faeries. Otras identidades modernas que cubren un terreno similar incluyen a los pangénero, bigénero, genderqueer, andrógino, intergénero, «otros géneros» (other gender) y «de genero diferente» (differently gendered).
El 1 de noviembre de 2013, Alemania reconoce el derecho a los padres a no inscribir a sus hijos con un sexo u otro en el registro civil.

### Otros
Las siguientes categorías también han sido descritas como pertenecientes al tercer sexo:

#### Oriente Medio
- Omán: khanith o khaneeth.[35]

#### Asia-Pacífico
- Polinesia:
  - binabinaaine (Kiribati y Tuvalu)
  - fa'afafine (Samoa)[36]
  - fakafifine (Niue)
  - fakaleiti (islas Tonga)
  - mahu wahine (Hawái)
  - mahu vahine (Tahití)
  - vakasalewalewa (Fiyi)
  - whakawahine (maorí)
  - akava'ine (islas Cook)[37]

- Indonesia: waria.[38]
  - islas Célebes: en la cultura bugis se han descrito tres sexos: masculino, femenino e intersexo, así como cinco «géneros» con roles sociales diferenciados.[4]

- Filipinas: una serie de identidades sexuales/«géneros» son habitualmente nombrados como tercer sexo en el habla popular, además de en algunos estudios académicos. Términos locales para estas identidades (que son considerados com derogatorios por algunos) incluyen bakla (tagalo), bayot (cebuano), agi (ilongo), bantut (tausug), binabae, bading ―todos ellos se refieren a hombres gays afeminados o transexuales―. Las mujeres son llamadas lakin-on o tomboy.[39]

#### Europa
- Balcanes: vírgenes juradas,[1] mujeres que trabajan y visten como hombres y emplean espacios reservados para los hombres, pero no se casan.

#### África
- Etiopía meridional: ashtime de la cultura maale.[40]

- Kenia: mashoga de las áreas que hablan suahelí de la costa keniana, particularmente en Mombasa.

- República Democrática del Congo: mangaiko entre los mbo.[41]

#### América Latina y el Caribe
- En México, perdura en varias comunidades la natural convivencia entre los tres géneros, importante recalcar a los zapotecos del Istmo de Tehuantepec en donde son reconocidos como Muxes. En diversos textos sobre las diferentes culturas de Mesoamérica, el tercer género siempre estuvo presente, reconocido y valorado de manera natural.

Los travestís de América Latina han sido descritos como un tercer sexo, aunque no se ven a sí mismos como tales. Don Kulick ha descrito el mundo de los travestís en el Brasil urbano como teniendo dos categorías: «hombres» y «no hombres», con mujeres, homosexuales y travestis perteneciendo a la segunda categoría.
- República Dominicana: güevedoce (‘huevo a los doce’),[43] niñas intersexuadas —debido a una deficiencia en la 5-alfa reductasa— que en la pubertad se convierten en hombres; la mayoría de los pacientes desarrollan un micropene, y por lo general son infértiles.[44] El mismo fenómeno es conocido como kwolu-aatmwol entre los sambia, en la meseta oriental de Papúa Nueva Guinea.[45]